# Валя-Улеюлуй
Валя-Улеюлуй (рум. Valea Uleiului) — село у повіті Арджеш в Румунії. Входить до складу комуни Валя-Яшулуй.
Село розташоване на відстані 139 км на північний захід від Бухареста, 38 км на північний захід від Пітешть, 117 км на північний схід від Крайови, 89 км на південний захід від Брашова.

## Населення
За даними перепису населення 2002 року у селі проживали 254 особи, усі — румуни. Усі жителі села рідною мовою назвали румунську.